# Reincarnated
| Оценки критиков      | Оценки критиков |
| Источник             | Оценка          |
| -------------------- | --------------- |
| Allmusic             | [ 2 ]           |
| Billboard            | 7.5/10          |
| The Boston Globe     | 4/10            |
| Consequence of Sound | [ 5 ]           |
| Exclaim!             | 4/10            |
| The Guardian         | [ 7 ]           |
| The Independent      | [ 8 ]           |
| Pitchfork Media      | 5.0/10          |
| Rolling Stone        | [ 10 ]          |
| Spin                 | 4/10            |

Reincarnated — двенадцатый студийный альбом американского рэпера Snoop Dogg, первый под его новым прозвищем Snoop Lion, выпущен 23 апреля 2013 года через лейблы Berhane Sound System, Mad Decent, Vice Records и RCA Records.
Гостями альбома стали Drake, Chris Brown, Busta Rhymes, Akon, Rita Ora, Mavado, Popcaan, Mr. Vegas, Collie Buddz и Miley Cyrus, а также многие другие. Продюсерами альбома выступили Major Lazer, Ariel Rechtshaid, 6Blocc, Dre Skull, Supa Dups, и Diplo, который также стал исполнительным продюсером альбома.
Также помимо альбома есть документальный фильм «Reincarnated».
Позже альбом был номинирован на 56th Annual Grammy Awards как Best Reggae Album.

## Предыстория
Перед записью альбома Snoop Dogg совершил путешествие на Ямайку, где принял растафарианство. Он назвал имена таких известных регги-музыкантов, как Боб Марли, Питер Тош, Банни Вайлер и Джимми Клифф, как основных вдохновителей. Так же рэпер сказал, что он чувствует, будто всегда был растафари, у него просто не был открыт третий глаз (чакра). В интервью журналу Rolling Stone (июнь 2013) музыкант рассказал о своём путешествии: «Я зашёл в студию и начал со всей дури петь, брать высокие ноты, низкие ноты… Мне кажется, что я — реинкарнация Боба Марли».

## Коммерческий успех
В чарте Billboard 200 альбом дебютировал под номером 16, и продался 21,000 копий в США. На вторую неделю продаж, альбом продался больше 8,600 копий. На третью неделю, альбом был продан тиражом более 4,700 экземпляров. В четвертую неделю, альбом был продан тиражом более 2,900 экземпляров. По состоянию на 26 июня, 2013 года, альбом был продан 50,000 копий в Соединенных Штатах.

## Список композиций
| №                   | Название                                           | Автор(ы) | Продюсер(ы)                                           | Длительность |
| ------------------- | -------------------------------------------------- | --- | ----------------------------------------------------- | ------------ |
| 1.                  | «Rebel Way»                                        | Calvin Broadus, Andrew Bain, Wayne Henry, Andrew Hershey, Thomas Pentz, Ariel Rechtshaid                                                                                        | Dre Skull, Major Lazer                                | 4:44         |
| 2.                  | «Here Comes the King» (при участии Angela Hunte)   | Broadus, Raoul Gonzalez, Angela Hunte, Pentz, Rechtshaid | Major Lazer, Ariel Rechtshaid, 6Blocc                 | 3:25         |
| 3.                  | «Lighters Up» (при участии Mavado и Popcaan)       | Broadus, Bain, David Brooks, Henry, Hershey, Pentz, Rechtshaid, Andrae Sutherland                                                                                               | Dre Skull, Major Lazer                                | 3:48         |
| 4.                  | «So Long» (при участии Angela Hunte)               | Broadus, Laurent Alfred, Bain, David Goldfine, Henry, Hunte, Pentz, Rechtshaid                                                                                                  | Major Lazer, Zion I Kings                             | 3:40         |
| 5.                  | «Get Away» (при участии Angela Hunte)              | Broadus, Elan Atias, Hunte, Pentz, Rechtshaid | Major Lazer, Ariel Rechtshaid                         | 3:27         |
| 6.                  | «No Guns Allowed» (при участии Drake и Cori B)     | Broadus, Bain, Zach Condon, Aubrey Graham, Henry, Hershey, Hunte, Pentz, Rechtshaid                                                                                             | Major Lazer, Ariel Rechtshaid, Dre Skull, Zach Condon | 3:31         |
| 7.                  | «Fruit Juice» (при участии Mr. Vegas)              | Broadus, Bain, Noel Davey, Henry, Lloyd James, Pentz, Rechtshaid, Clifford Smith, Ian Smith                                                                                     | Major Lazer, Ariel Rechtshaid                         | 2:37         |
| 8.                  | «Smoke the Weed» (при участии Collie Buddz)        | Broadus, Bain, M. Chin, Ted Chung, Colin Harper, Henry, Nellie Hooper, Hunte, Simon Law, Larry Marshall, Paul Preston Palmer, Dwayne Chin Quee, Berrisford Romeo, Caron Wheeler | Supa Dups, Major Lazer, Jus Bus                       | 3:28         |
| 9.                  | «Tired of Running» (при участии Akon)              | Broadus, Leslie Brathwaite, Aliaune Thiam, Giorgio Tuinfort | Akon, Leslie Brathwaite                               | 4:10         |
| 10.                 | «The Good Good» (при участии Iza)                  | Diane Warren | Terrace Martin, Kyle Townsend                         | 3:54         |
| 11.                 | «Torn Apart» (при участии Rita Ora)                | Broadus, John Hill, Hunte, Pentz, Rechtshaid, David Taylor | Major Lazer, John Hill, Ariel Rechtshaid              | 3:30         |
| 12.                 | «Ashtrays and Heartbreaks» (featuring Miley Cyrus) | Broadus, Hershey, Hunte, Pentz, Rechtshaid | Major Lazer, Ariel Rechtshaid, Dre Skull              | 4:06         |
| Общая длительность: | Общая длительность:                                | Общая длительность: | Общая длительность:                                   | 44:17        |

| №   | Название                                          | Автор(ы)                                                                                             | Продюсер(ы)                              | Длительность |
| --- | ------------------------------------------------- | --- | ---------------------------------------- | ------------ |
| 13. | «Boulevard» (при участии Jahdan Blakkamoore)      | Broadus, Pentz, Rechtshaid, Hershey, Henry, Bain, Donat Roy Jackie Mittoo                            | Major Lazer, Ariel Rechtshaid, Dre Skull | 3:12         |
| 14. | «Remedy» (при участии Busta Rhymes и Chris Brown) | Broadus, Hunte, Rechtshaid, Pentz, Trevor Smith, Andrew Williams, Abdul Wahab Lafta, Johnson Etienne | Major Lazer, Ariel Rechtshaid            | 3:00         |
| 15. | «La La La»                                        | Broadus, Pentz, Rechtshaid, Joelle Clarke, Ken Boothe, William Cole                                  | Major Lazer, Ariel Rechtshaid            | 3:27         |
| 16. | «Harder Times» (при участии Jahdan Blakkamoore)   | Broadus, Pentz, Rechtshaid, Ken Boothe, William Cole, Hershey, Henry, Bain                           | Dre Skull, Major Lazer                   | 3:32         |

## Синглы
| Название                 | Дата выпуска          |
| ------------------------ | --------------------- |
| Here Comes the King      | 3 декабря, 2012 года  |
| Lighters Up              | 18 декабря, 2012 года |
| No Guns Allowed          | 2 апреля, 2013 года   |
| Ashtrays and Heartbreaks | 4 апреля 2013 года    |

## Над альбомом работали
Списки персонала альбома Reincarnated подтверждён на Allmusic.

### Музыканты
- Elan Atias — вокал
- Cori B. — вокал
- Jahdan Blakkamoore — вокал, бэк-вокал
- Mike Bolger — орган Хаммонда b3, фортепиано, тромбон
- Shante Broadus — бэк-вокал
- Collie Buddz — вокал
- Stewart Copeland — перкуссия
- Miley Cyrus — вокал
- Chris Brown — вокал
- Willy Dintenfass — гитара
- Drake — вокал
- Andrew Gouche — бас
- Angela Hunte — вокал
- IZA — вокал
- Trevor Lawrence Jr. — перкуссия
- Danny Levin — труба
- Mavado — вокал
- Mr. Vegas — вокал
- David Moyer — баритон, тенор, лидер секции
- Rita Ora — вокал
- Javonte Pollard — бэк-вокал
- Popcann — вокал
- Dan Ubick — гитара, бас, ритм
- Wendi Vaughn — бэк-вокал
- Wyann Vaughn — бэк-вокал
- Diane Warren — гитара
- Marlon Williams — гитара

### Продукция
- 6Blocc — продюсер
- Akon — вокал, продюсер
- Leslie Brathwaite — миксовщик, продюсер
- David Byrnes — музыкальных дел бизнесмен
- Zach Condon — продюсер
- Rich Costey — миксовщик
- Dre Skull — исполнительный продюсер, продюсер
- Chris Gehringer — мастеринг
- Serban Ghenea — миксовщик
- Tasha Hayward — стилист
- Bo Hill — ассистент
- John Hill — продюсер
- Chris «Bronski» Jablonski — инженер
- Jus Bus — продюсер
- Derrick K. Lee — музыкальных дел бизнесмен
- Justin Li — A&R
- Mario Luccy — инженер
- Major Lazer — исполнительный продюсер, продюсер
- Terrace Martin — аранжировщик, продюсер, саксофон
- Mr. Morgan — A&R
- Neil Pogue — миксовщик
- Luca Pretolesi — миксовщик
- Dwayne «Supa Dups» Chin Quee — продюсер
- Ariel Rechtshaid — инженер, продюсер, вокальный продюсер
- Nick Rowe — вокальный редактор
- Phil Seaford — ассистент инженера
- Kevin Seaton — дополнительное производство
- Snoop Lion — исполнительный продюсер, первоначальный артист
- Justin «Create» Toledo — дизайн, упаковка
- Willie Toledo — фотограф
- Kyle Townsend — продюсер
- Irina Volodarsky — музыкальных дел бизнесмен
- James M. Wisner — инженер, миксовщик
- Zion I Kings — продюсер

## Чарты
| Чарт (2013)                     | Пик позиция |
| ------------------------------- | ----------- |
| Australian Albums Chart         | 23          |
| Belgian Albums Chart (Flanders) | 50          |
| Belgian Albums Chart (Wallonia) | 126         |
| Canadian Albums Chart           | 14          |
| Dutch Albums Chart              | 75          |
| French Albums Chart             | 56          |
| German Albums Chart             | 20          |
| Italian Albums Chart            | 89          |
| New Zealand Albums Chart        | 31          |
| Swiss Albums Chart              | 13          |
| Spanish Albums Chart            | 90          |
| UK Albums Chart                 | 34          |
| UK R&B Albums Chart             | 4           |
| US Billboard 200                | 16          |
| US Top Reggae Albums            | 1           |